# Dom strachu (film 1945)
Dom strachu (ang. The House of Fear) – amerykański film kryminalny z 1945 roku w reżyserii Roya Williama Neilla na podst. opowiadania Pięć pestek pomarańczy sir Arthura Conana Doyle’a. Dziesiąty z czternastu filmów z Basilem Rathbone’em jako Sherlockiem Holmesem i Nigelem Bruce’em jako doktorem Watsonem.

## Obsada
- Basil Rathbone – Sherlock Holmes
- Nigel Bruce – dr John Watson
- Aubrey Mather – Bruce Alastair
- Dennis Hoey – inspektor Lestrade
- Paul Cavanagh – dr Simon Merivale
- Holmes Herbert – Alan Cosgrave
- Harry Cording – kapitan John Simpson
- Sally Shepherd – pani Monteith
- Gavin Muir – pan Chalmers
- David Clyde – Alec MacGregor
- Florette Hillier – Alison MacGregor
- Wilson Benge – Guy Davis
- Cyril Delevanti – Stanley Raeburn
- Richard Alexander – Ralph King
- Doris Lloyd – Bessie
- Alec Craig – Angus